# Tine Hribar
Tine Hribar, född den 28 januari 1941 som Velentin Hribar, är en slovensk intellektuell,  filosof och offentlig debattör, känd för sina tolkningar av Heidegger och för sin roll i demokratiseringen av Slovenien under den slovenska våren 1988-1990. 